# Одинадцятирічний цикл сонячної активності

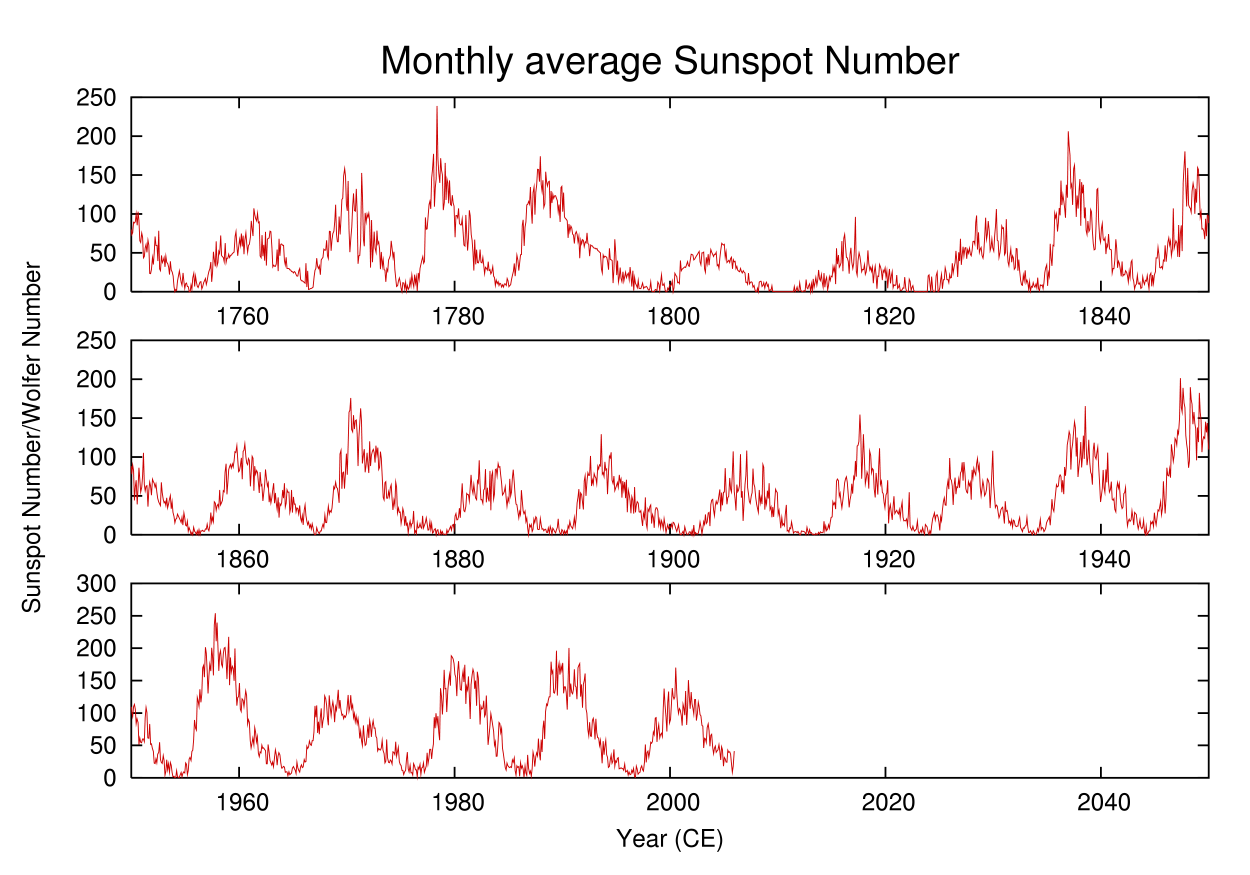
Рівень сонячної активності (щомісячні числа Вольфа) в 1750—2006 роках.

Одинадцятирічний  цикл (цикл Швабе, цикл Швабе-Вольфа) — найбільш помітно виражений цикл сонячної активності із тривалістю близько 11 років.
Твердження про наявність 11-річної циклічності в сонячної активності іноді називають «законом Швабе-Вольфа».

## Характеристики
Цикл характеризується досить швидким (в середньому приблизно за 4 роки) збільшенням числа  сонячних плям, а також іншими проявами сонячної магнітної активності, і подальшим, більш повільним (близько 7 років), його зменшенням. В ході циклу спостерігаються і інші періодичні зміни, наприклад - поступове зрушення зони формування сонячних плям до екватора («закон Шперера»).
«Одинадцятирічний» цикл називають умовно: його тривалість в XVIII—XX ст. змінювалась від 7 до 17 років, а в XX ст. в середньому була ближчою до 10,5 років.
Хоча для визначення рівня сонячної активності можна використовувати різні індекси, найчастіше для цього застосовують усереднене за рік число Вольфа. Певні за допомогою цього індексу 11-річні цикли умовно нумеруються починаючи з 1755 року. У 2008 році (за іншими даними — в 2009 році) почався 24-й цикл сонячної активності.
| Роки мінімумів і максимумів останніх 11-річних циклів | Роки мінімумів і максимумів останніх 11-річних циклів | Роки мінімумів і максимумів останніх 11-річних циклів | Роки мінімумів і максимумів останніх 11-річних циклів | Роки мінімумів і максимумів останніх 11-річних циклів | Роки мінімумів і максимумів останніх 11-річних циклів | Роки мінімумів і максимумів останніх 11-річних циклів |
| Номер                                                 | Мінімум                                               | Максимум                                              |                                                       | Номер                                                 | Мінімум                                               | Максимум                                              |
| ----------------------------------------------------- | ----------------------------------------------------- | ----------------------------------------------------- | ----------------------------------------------------- | ----------------------------------------------------- | ----------------------------------------------------- | ----------------------------------------------------- |
| 1                                                     | 1755                                                  | 1761                                                  |                                                       | 13                                                    | 1889                                                  | 1893                                                  |
| 2                                                     | 1766                                                  | 1769                                                  |                                                       | 14                                                    | 1901                                                  | 1905                                                  |
| 3                                                     | 1775                                                  | 1778                                                  |                                                       | 15                                                    | 1913                                                  | 1917                                                  |
| 4                                                     | 1784                                                  | 1787                                                  |                                                       | 16                                                    | 1923                                                  | 1928                                                  |
| 5                                                     | 1798                                                  | 1804                                                  |                                                       | 17                                                    | 1933                                                  | 1937                                                  |
| 6                                                     | 1810                                                  | 1816                                                  |                                                       | 18                                                    | 1944                                                  | 1947                                                  |
| 7                                                     | 1823                                                  | 1830                                                  |                                                       | 19                                                    | 1954                                                  | 1957                                                  |
| 8                                                     | 1833                                                  | 1837                                                  |                                                       | 20                                                    | 1964                                                  | 1968                                                  |
| 9                                                     | 1843                                                  | 1848                                                  |                                                       | 21                                                    | 1976                                                  | 1979                                                  |
| 10                                                    | 1856                                                  | 1860                                                  |                                                       | 22                                                    | 1986                                                  | 1989                                                  |
| 11                                                    | 1867                                                  | 1870                                                  |                                                       | 23                                                    | 1996                                                  | 2000                                                  |
| 12                                                    | 1878                                                  | 1883                                                  |                                                       | 24                                                    | 2008                                                  | 2014                                                  |

## Історіявідкриття
Неозброєним оком плями на Сонці люди спостерігали щонайменше кілька тисячоліть. Перше відоме письмове свідчення про їх спостереження - коментарі китайського астронома Гань Де в зоряному каталозі, що датується  364 рік до н. е. З 28 року до н. е. астрономи Китаю вели регулярнізаписи спостережень плям в офіційних хроніках.
На початку XVII століття, з винаходом телескоп а, астрономи почали систематичні спостереження і дослідження сонячних плям, проте 11-річна циклічність вислизнула від їхньої уваги. Частково це може пояснюватися тим, що сонячна активність була порівняно низька навіть на початку XVII століття, а до його середини почався  мінімум Маундера (1645-1715) і кількість сонячних плям на Сонці на багато десятиліть знизилося.
На періодичність в поведінці сонячних плям астрономи вперше звернули увагу тільки в першій половині XIX століття. Першим цю закономірність зазначив в 1844 році німецький астроном-любитель Г. Швабе. Спираючись на свої спостереження Сонця в 1826-1843 роках, він опублікував таблицю, яка містить щорічні кількості плям за весь час спостережень, і вказав на 10-річний період в їх появі.. Стаття Швабе залишилася майже непоміченою. Тим не менш, вона привернула увагу іншого німецького астронома, Р. Вольфа, який з 1847 року почав власні спостереження плям і ввів індекс їх кількості - «цюріхське число», яке нині часто називають числом Вольфа. Нарешті, на результати Швабе звернув увагу німецький енциклопедист О. фон Гумбольдт, який в 1851 році опублікував таблицю Швабе, продовжену останнім до 1850 року, в своїй енциклопедії «Космос».

## Теорія
Для пояснення подібної періодичності у виникненні плям зазвичай викоритовується теорія сонячного динамо.
Сучасні німецькі вчені припустили, що одинадцятирічний цикл пов'язаний з припливами Землі, Юпітера і Венери: кожні 11 років всі три планети розташовуються в одному напрямку і припливної вплив їх є причиною спостережуваного ефекту .